# Dan Hill
Pour les articles homonymes, voir Hill.
Daniel Grafton Hill IV, dit Dan Hill, né le 3 juin 1954 à Toronto, est un auteur-compositeur-interprète canadien. 
Il est connu notamment pour les chansons Sometimes When We Touch et Can't We Try, en duo avec Vonda Shepard, ainsi qu'un certain nombre d'autres chansons classées au Canada et aux États-Unis. Il s'est également imposé comme auteur-compositeur en produisant des chansons à succès pour des artistes tels que George Benson et Céline Dion.

## Discographie

### Albums studio
- 1975: Dan Hill
- 1976: Hold On
- 1977: Longer Fuse (en) (AUS #9[2])
- 1978: Frozen in the Night
- 1980: If Dreams Had Wings
- 1981: Partial Surrender
- 1983: Love in the Shadows
- 1987: Dan Hill (en)
- 1989: Real Love
- 1991: Dance of Love (en)
- 1996: I'm Doing Fine
- 2010: Intimate
- 2021: On the Other Side of Here

### Compilations
- 1980: The Best of Dan Hill
- 1984: Sometimes When We Touch: The Best of Dan Hill (AUS #74[2])
- 1989: The Dan Hill Collection
- 1993: Let Me Show You (Greatest Hits and More)
- 1999: Love of My Life: The Best of Dan Hill

### Singles
| Date | Titre                                       | Meilleures positions | Meilleures positions | Meilleures positions | Meilleures positions | Meilleures positions | Meilleures positions | Certifications       | Album               |
| Date | Titre                                       | CAN                  | CAN AC               | AUS                  | US                   | US AC                | UK                   | Certifications       | Album               |
| ---- | ------------------------------------------- | -------------------- | -------------------- | -------------------- | -------------------- | -------------------- | -------------------- | -------------------- | ------------------- |
| 1975 | You Make Me Want to Be                      | 24                   | 16                   | –                    | –                    | –                    | –                    |                      | Dan Hill (1975)     |
| 1975 | Growin' Up                                  | 41                   | 30                   | –                    | 67                   | –                    | –                    |                      | Dan Hill (1975)     |
| 1976 | You Say You're Free                         | 61                   | 13                   | –                    | –                    | –                    | –                    |                      | Dan Hill (1975)     |
| 1976 | Hold On                                     | 46                   | –                    | –                    | –                    | –                    | –                    |                      | Hold On             |
| 1977 | Phonecall                                   | 53                   | 17                   | –                    | –                    | –                    | –                    |                      | Hold On             |
| 1977 | Sometimes When We Touch                     | 1                    | 1                    | 3                    | 3                    | 10                   | 13                   | - CAN : Or - US : Or | Longer Fuse         |
| 1978 | All I See Is Your Face (en)                 | 35                   | 36                   | –                    | 41                   | 8                    | –                    |                      | Frozen in the Night |
| 1978 | Let the Song Last Forever                   | 14                   | 19                   | –                    | 91                   | 50                   | –                    |                      | Frozen in the Night |
| 1978 | On the Dark Side of Atlanta                 | 44                   | –                    | –                    | –                    | –                    | –                    |                      | Frozen in the Night |
| 1979 | (Why Did You Have to Go and) Pick on Me     | 57                   | 35                   | –                    | –                    | –                    | –                    |                      | Frozen in the Night |
| 1980 | I Still Reach for You                       | 83                   | 9                    | –                    | –                    | –                    | –                    |                      | If Dreams Had Wings |
| 1981 | Don't Give Up on Love                       | –                    | –                    | –                    | –                    | –                    | –                    |                      | Partial Surrender   |
| 1982 | I'm Just a Man                              | –                    | 20                   | –                    | –                    | –                    | –                    |                      | Partial Surrender   |
| 1983 | Love in the Shadows                         | 45                   | 24                   | –                    | –                    | –                    | –                    |                      | Love in the Shadows |
| 1983 | It's a Long Road                            | –                    | –                    | 57                   | –                    | –                    | –                    |                      | Love in the Shadows |
| 1984 | Helpless                                    | –                    | –                    | –                    | –                    | –                    | –                    |                      | Love in the Shadows |
| 1984 | You Pulled Me Through                       | –                    | –                    | –                    | –                    | –                    | –                    |                      | Love in the Shadows |
| 1987 | Can't We Try (en) (avec Vonda Shepard)      | 14                   | 2                    | 41                   | 6                    | 2                    | –                    |                      | Dan Hill (1987)     |
| 1987 | Never Thought (That I Could Love) (en)      | 22                   | 1                    | 98                   | 43                   | 2                    | –                    |                      | Dan Hill (1987)     |
| 1988 | Carmelia                                    | –                    | –                    | –                    | –                    | 8                    | –                    |                      | Dan Hill (1987)     |
| 1989 | Why Do We Always Hurt the Ones We Love      | –                    | –                    | –                    | –                    | –                    | –                    |                      | Real Love           |
| 1989 | Unborn Heart                                | 25                   | 1                    | –                    | –                    | 3                    | –                    |                      | Real Love           |
| 1989 | Wishful Thinking (avec Céline Dion)         | –                    | –                    | –                    | –                    | –                    | –                    |                      | Real Love           |
| 1991 | I Fall All Over Again (en)                  | –                    | –                    | –                    | –                    | 7                    | –                    |                      | Dance of Love       |
| 1992 | Hold Me Now (avec Rique Franks)             | –                    | –                    | –                    | –                    | 30                   | –                    |                      | Dance of Love       |
| 1993 | Sometimes When We Touch (avec Rique Franks) | 46                   | –                    | –                    | –                    | –                    | –                    |                      | Let Me Show You     |
| 1994 | In Your Eyes (avec Rique Franks)            | –                    | –                    | –                    | –                    | 38                   | –                    |                      | Let Me Show You     |